# Stary stadion Igloopolu Dębica
Stary stadion Igloopolu Dębica – stadion piłkarski w Dębicy, w Polsce. Może pomieścić 5000 widzów. Do 1988 roku na stadionie swoje spotkania rozgrywali piłkarze klubu Igloopol Dębica.
W 1978 roku na bazie Podkarpacia Pustynia powstała drużyna Igloopolu Dębica. Zespół ten rozgrywał swoje spotkania na boisku powstałym na terenie dawnego wysypiska śmieci. Obiekt powstał dzięki wsparciu kombinatu rolno-przemysłowego Igloopol, który sponsorował również klub. Obiekt ten mógł pomieścić 5000 widzów. Grający na nim zawodnicy Igloopolu w 1980 roku po raz pierwszy awansowali do III ligi. Po jednym sezonie nastąpił jednak spadek, ale po roku drużyna powróciła w szeregi III-ligowców, by już rok później świętować awans do II ligi, stając się przy okazji pierwszym LZS-em, który dotarł na ten szczebel rozgrywek. Przed nowym sezonem zmodernizowano stadion, wymieniona została murawa i wybudowano nowe trybuny. W związku z pracami Igloopol musiał swój pierwszy mecz „u siebie” rozegrać na innym boisku. Po odmowie ze strony działaczy Wisłoki ostatecznie wybór padł na stadion Chemika w Pustkowie. W następnych sezonach Igloopol utrzymywał się w II lidze, walcząc nawet o awans do I ligi. Dobra postawa zespołu, jak również wsparcie dużego sponsora umożliwiły budowę, w sąsiedztwie starego obiektu, nowego stadionu dla Igloopolu, który został otwarty 11 listopada 1988 roku.